# Bassin de la Garonne
Le bassin de la Garonne est l'un des quatre grands bassins versants situés en France métropolitaine. Il est principalement en France avec une partie amont mineure en Espagne et en Andorre.
Il comprend le système hydrologique de son principal cours d'eau, la Garonne, non compris le bassin versant de la Dordogne, considéré par différentes sources soit comme un affluent de la Garonne, soit comme un fleuve ayant son estuaire en commun avec la Garonne, l'estuaire de la Gironde.

## Caractéristiques

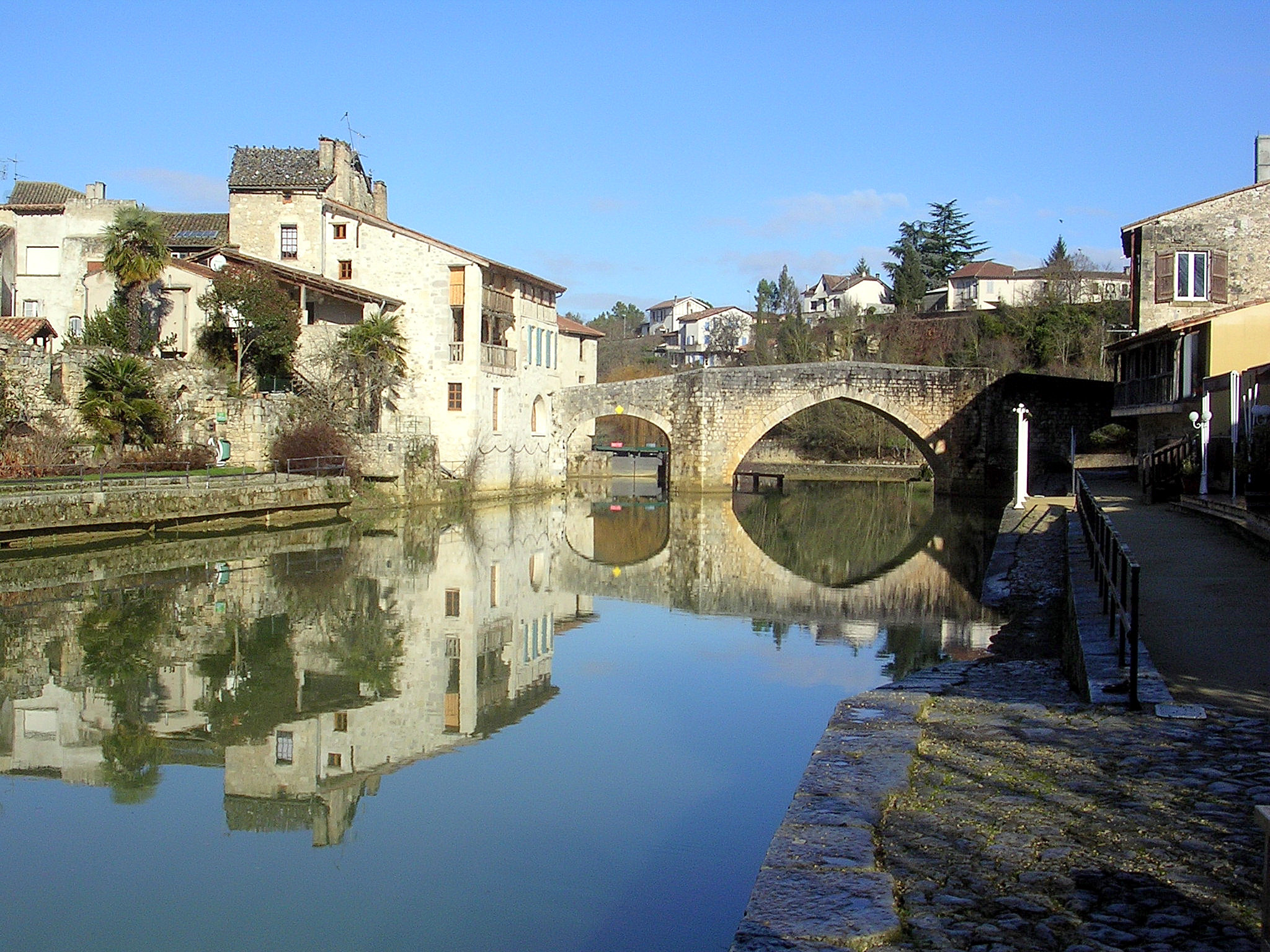
La Baïse à Nérac.

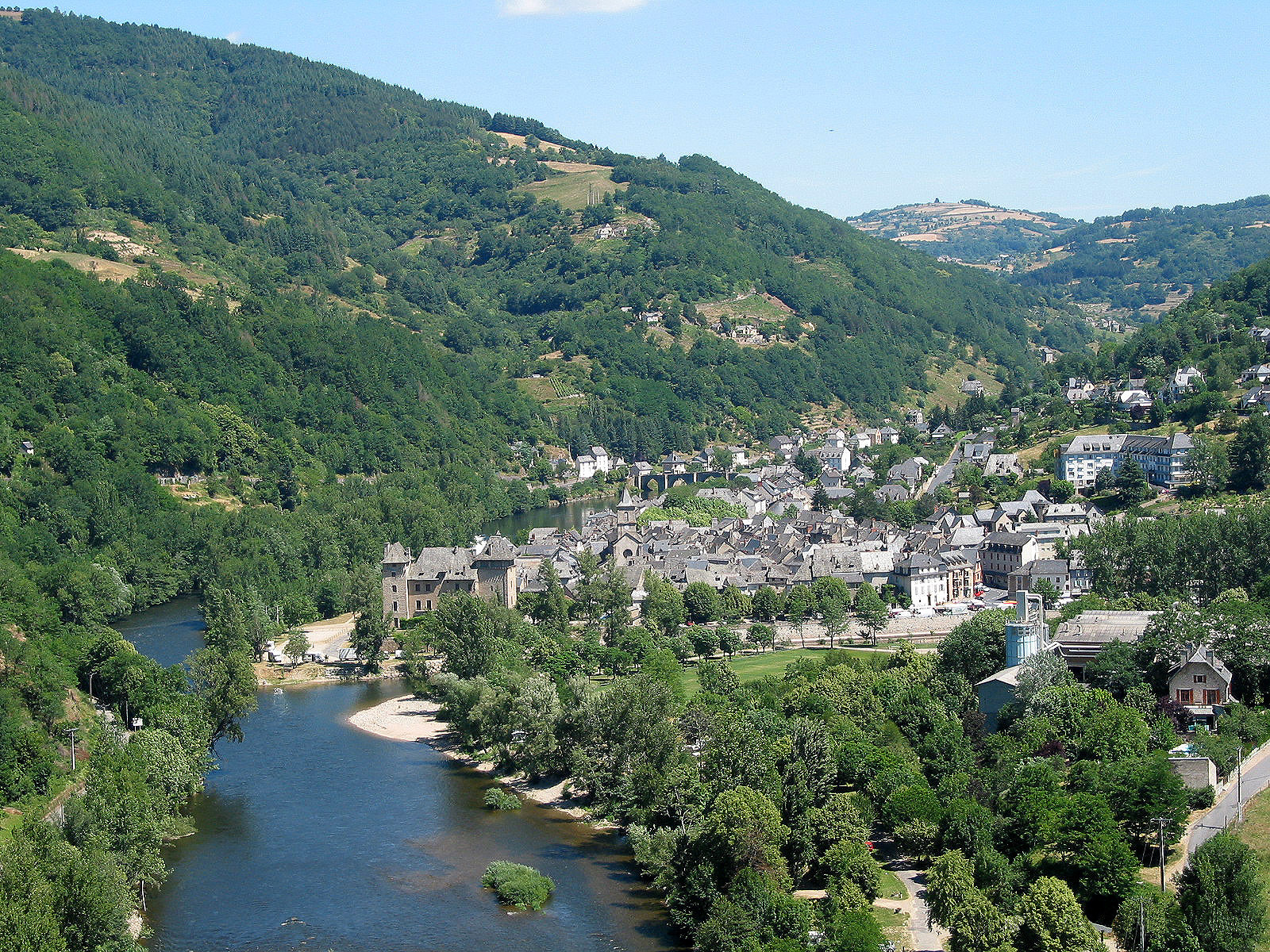
La Truyère à Entraygues-sur-Truyère.

Le bassin de la Garonne s'étend sur 55 846 km2, dont 209 km2 en Espagne et 20,4 km2 en Andorre, correspondant à la rive gauche de l'Ariège dans sa partie amont. La partie française du bassin représente plus de 99 % de sa superficie.
L'agence de l'eau Adour-Garonne l'inclut dans le bassin Adour-Garonne d'une superficie de 116 000 km2 en distinguant le bassin de la Garonne proprement dit (28 900 km2) des bassins versants de deux de ses affluents, celui du Lot (12 000 km2) et celui du Tarn (et de son affluent l'Aveyron) (15 500 km2).
Le bassin comprend un fleuve principal, la Garonne, mesurant 522 km en France, non compris l'estuaire de la Gironde.
La Garonne possède dix affluents atteignant ou dépassant les 100 km, dont deux dépassent les 300 km :
- le Lot, 485 km ;
- le Tarn, 380 km ;
- la Baïse, 188 km ;
- le Gers, 175 km ;
- l'Ariège, 163 km ;
- la Save, 148 km ;
- la Gimone, 136 km ;
- le Drot, 132 km ;
- l'Arrats, 131 km ;
- la Louge, 100 km.

En plus de ces affluents, le bassin comporte huit autres cours d'eau d'une longueur supérieure ou égale à 100 km :
- l'Aveyron, 291 km, affluent du Tarn ;
- l'Agout, 194 km, affluent du Tarn ;
- le Viaur, 168 km, affluent de l'Aveyron ;
- la Truyère, 167 km, affluent du Lot ;
- l'Hers-Vif (ou Grand Hers), 135 km, affluent de l'Ariège ;
- l'Osse, 120 km, affluent de la Gélise et sous-affluent de la Baïse ;
- le Dadou, 116 km, affluent de l'Agout ;
- le Célé, 104 km, affluent du Lot.

## Pays, régions et départements

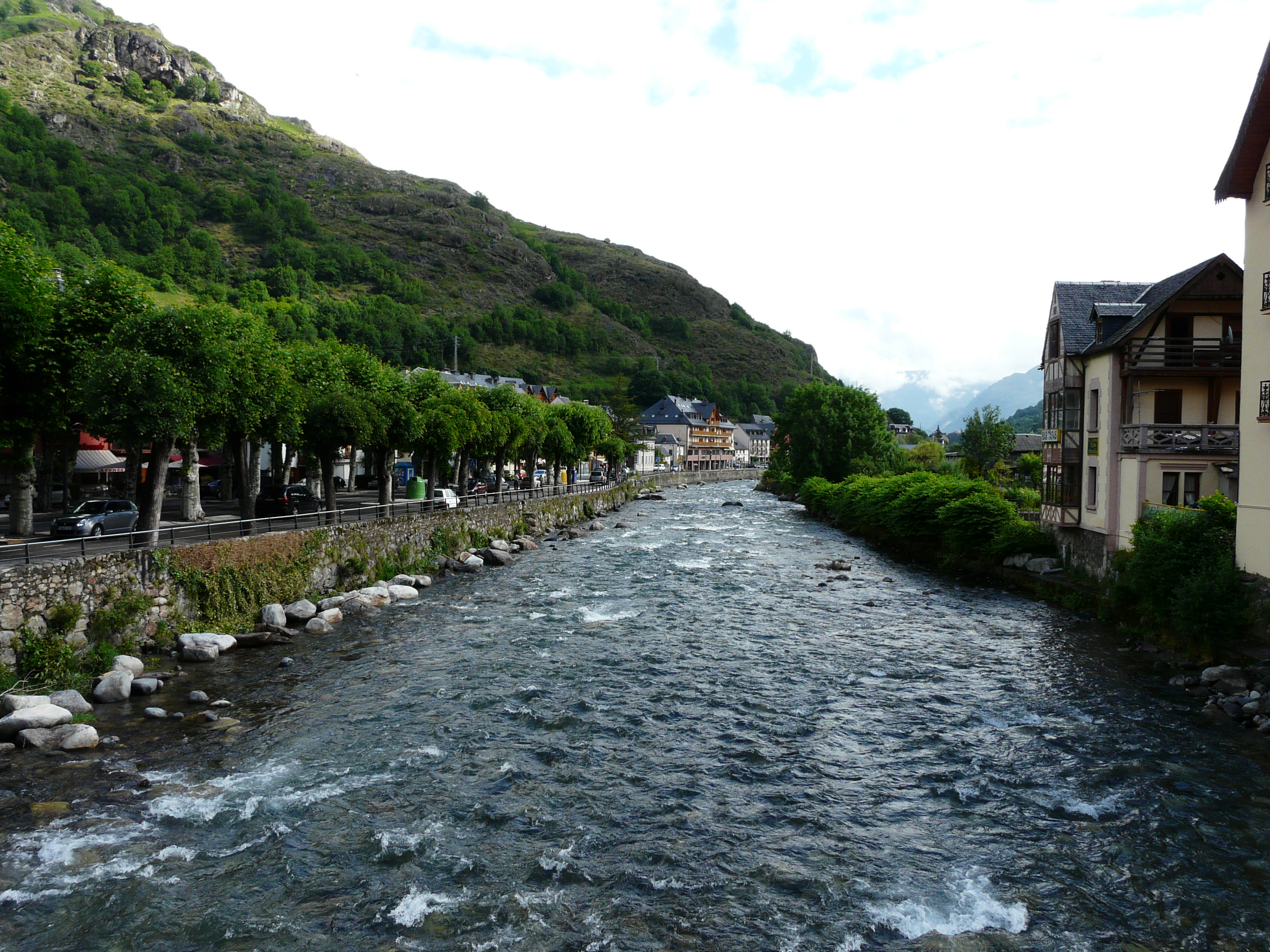
La Garonne en Espagne, à Bossòst.

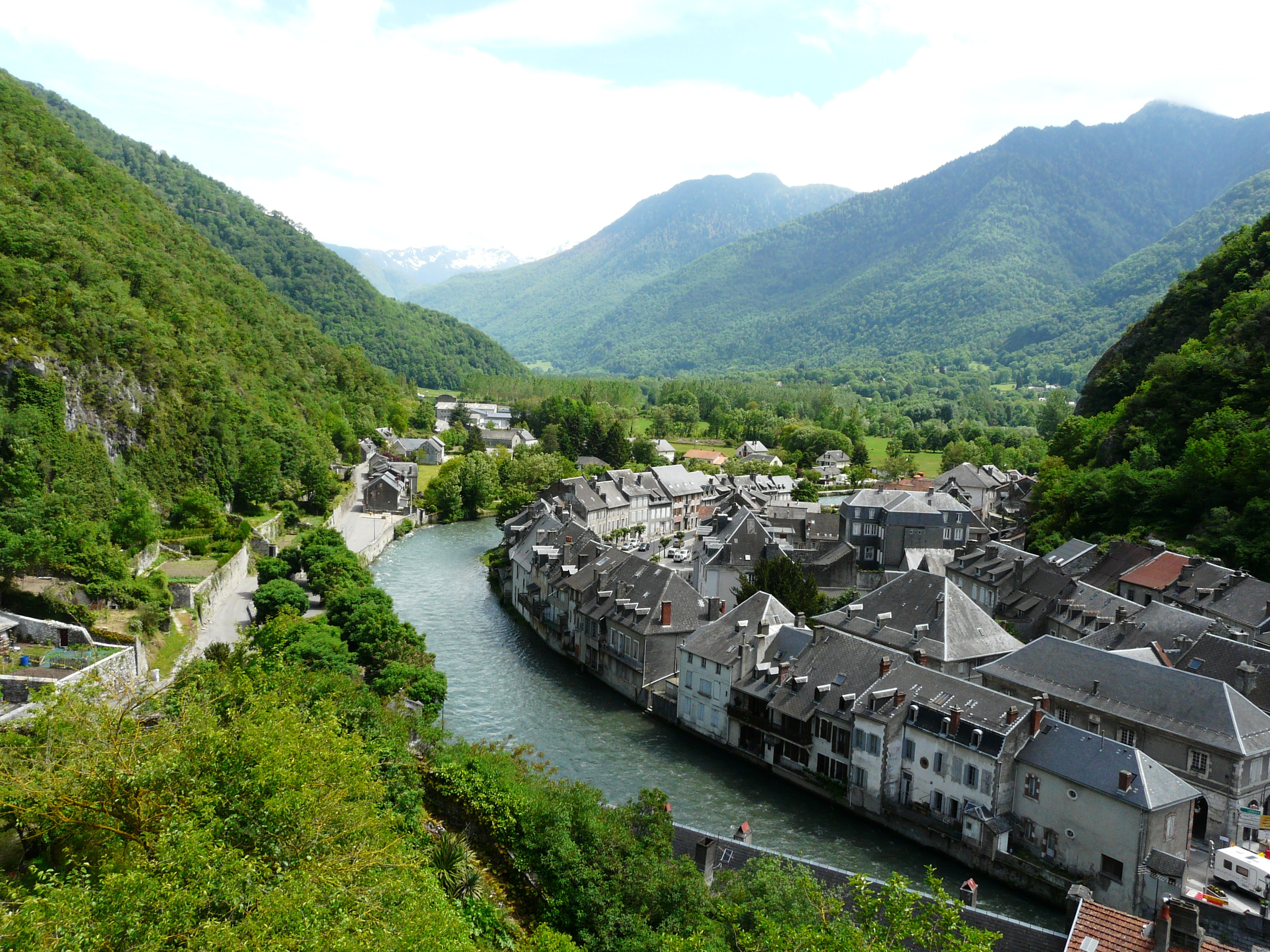
La Garonne à Saint-Béat, en Haute-Garonne.

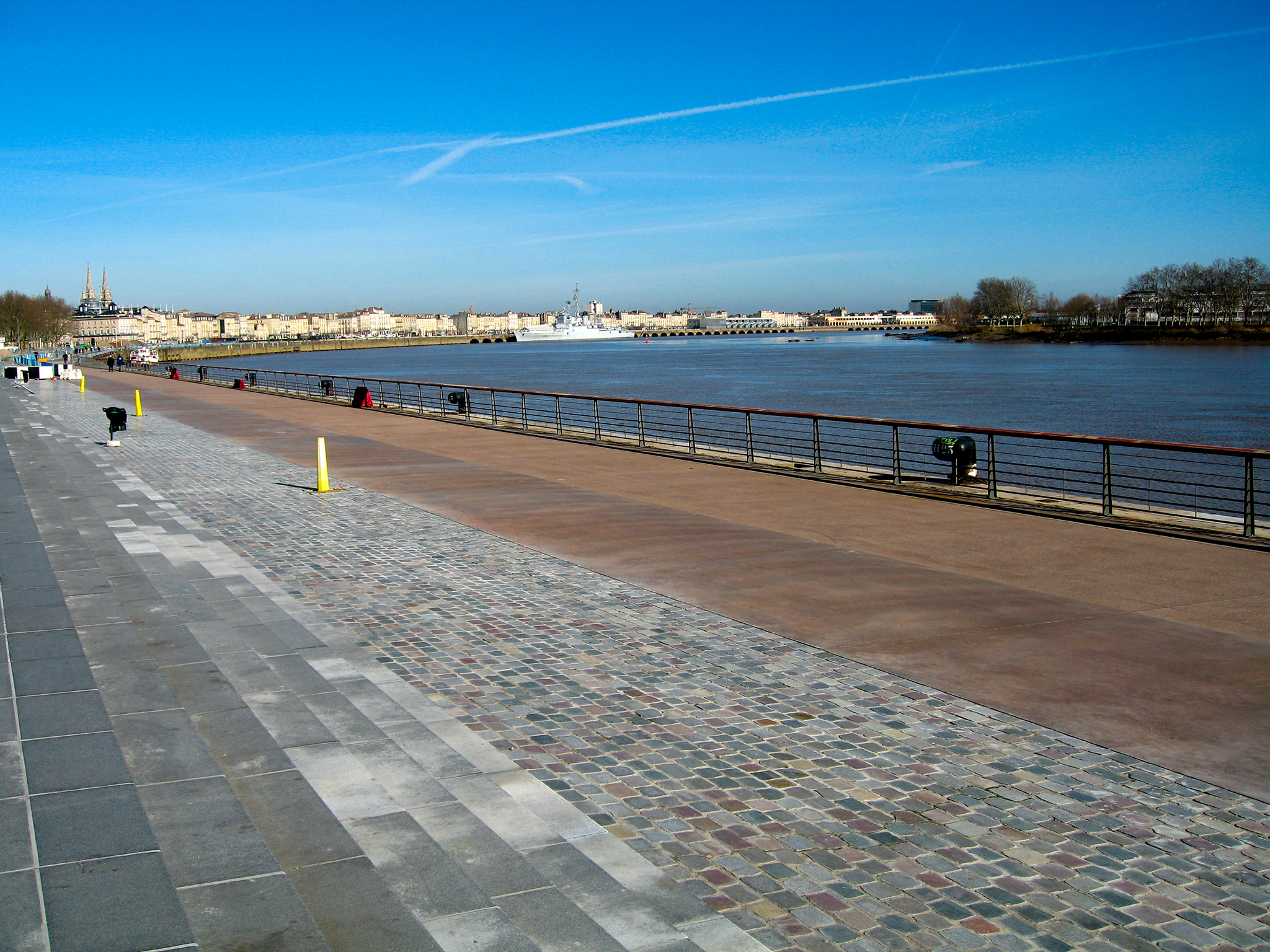
Les quais de la Garonne à Bordeaux.

La Garonne baigne deux pays, l'Espagne et la France.
En France, elle arrose deux régions et cinq départements.
- Espagne :
  - Région Catalogne
- France :
  - Région Occitanie :
    - Haute-Garonne
    - Hautes-Pyrénées
    - Tarn-et-Garonne

  - Région Nouvelle-Aquitaine :
    - Lot-et-Garonne
    - Gironde

De plus, son bassin versant s'étend en partie sur un troisième pays, une autre région française et treize départements supplémentaires :
- Andorre
- France
  - Région Occitanie :
    - Ariège
    - Aude (partie amont du bassin de l'Hers-Mort)
    - Aveyron
    - Gard (partie amont de la Dourbie)
    - Gers
    - Hérault (partie amont de l'Agout)
    - Lot
    - Lozère (Lot et affluents)
    - Pyrénées-Orientales (partie amont rive droite de l'Ariège)
    - Tarn

  - Région Auvergne-Rhône-Alpes :
    - Cantal (Truyère et affluents)

  - Région Nouvelle-Aquitaine :
    - Landes (partie amont du Ciron)
    - Dordogne (bassin du Drot)

## Cours d'eau

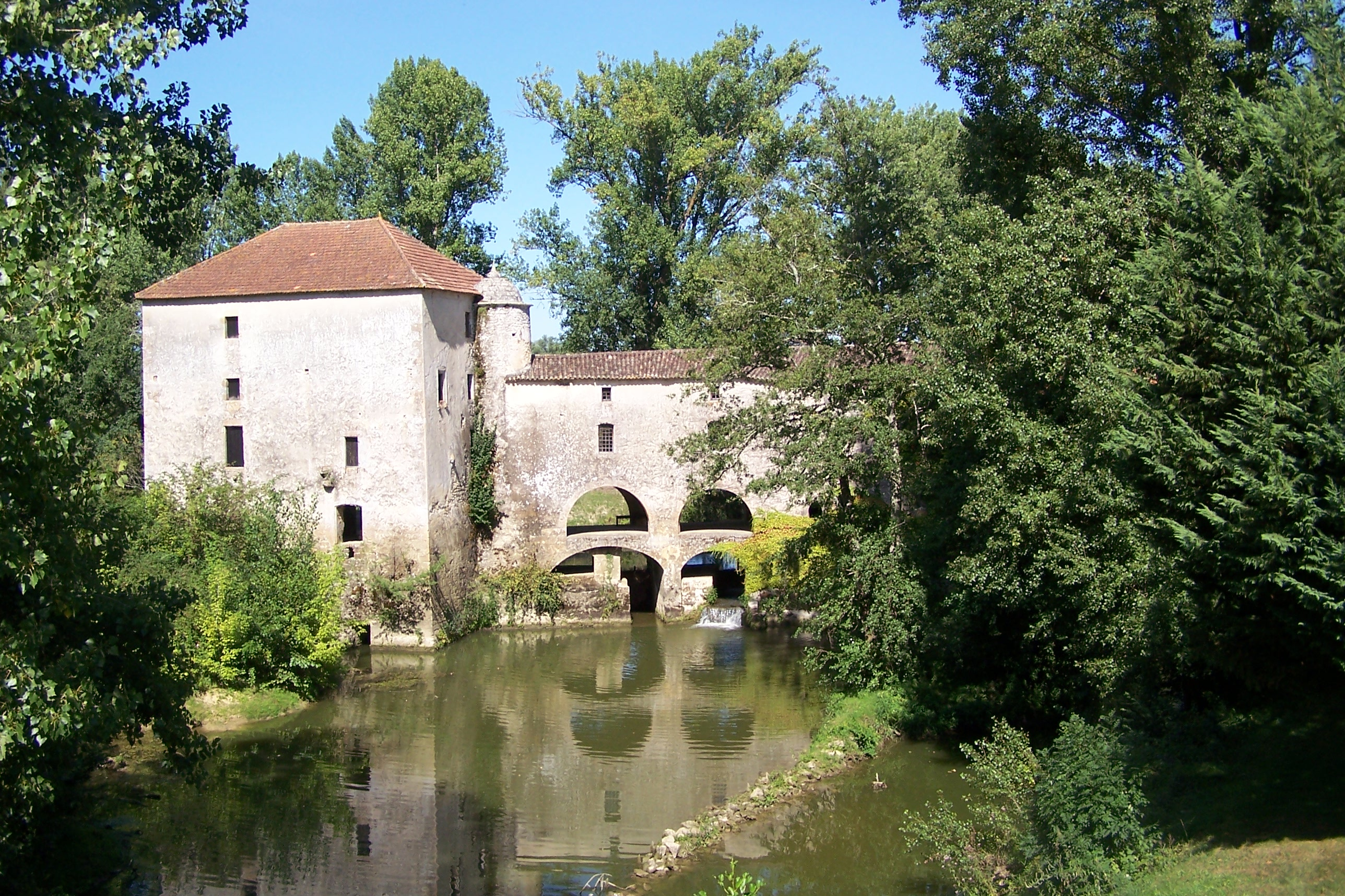
Le Drot à Loubens.

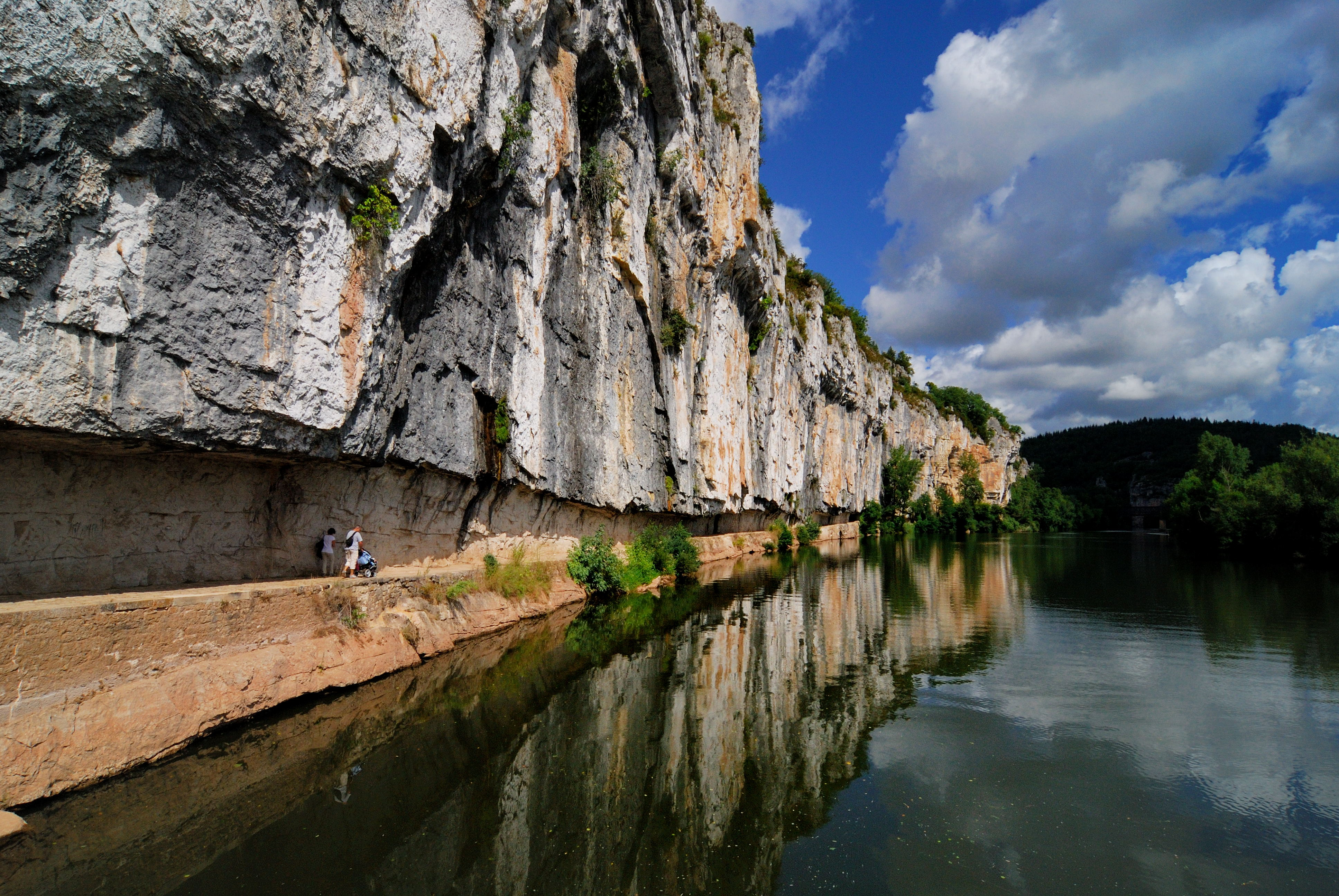
Le Lot à Bouziès.

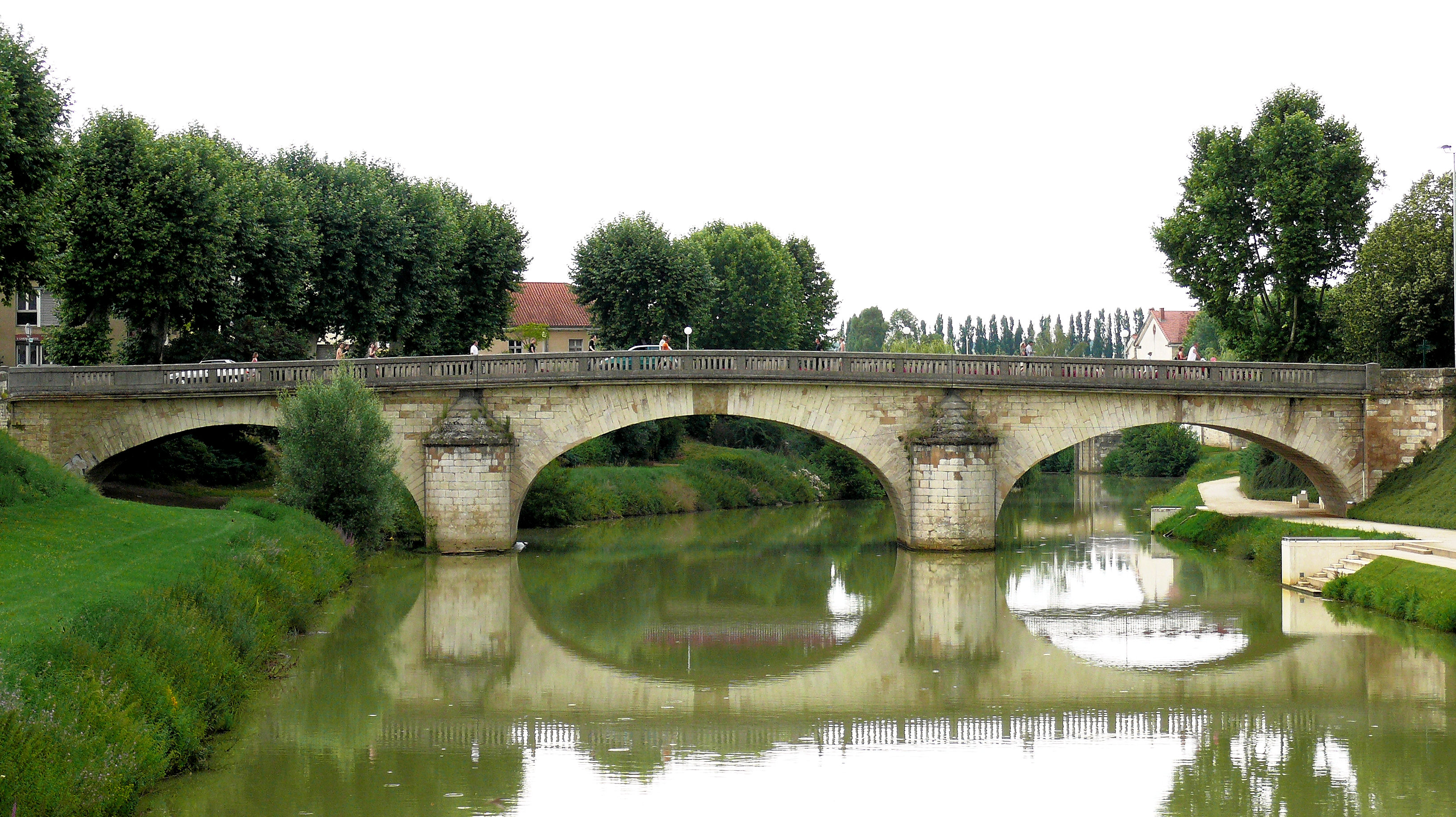
Le Gers à Auch.

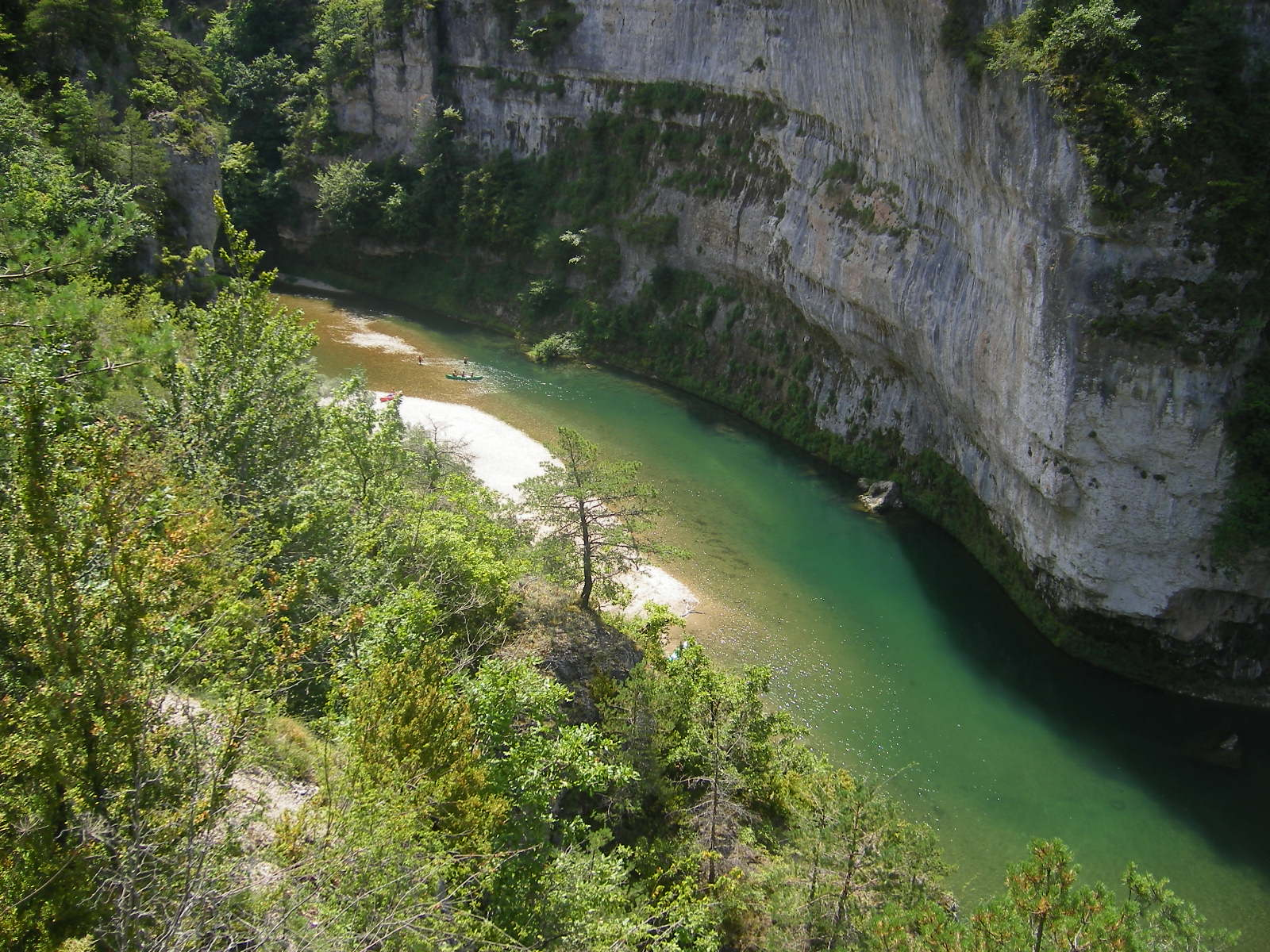
Les gorges du Tarn.

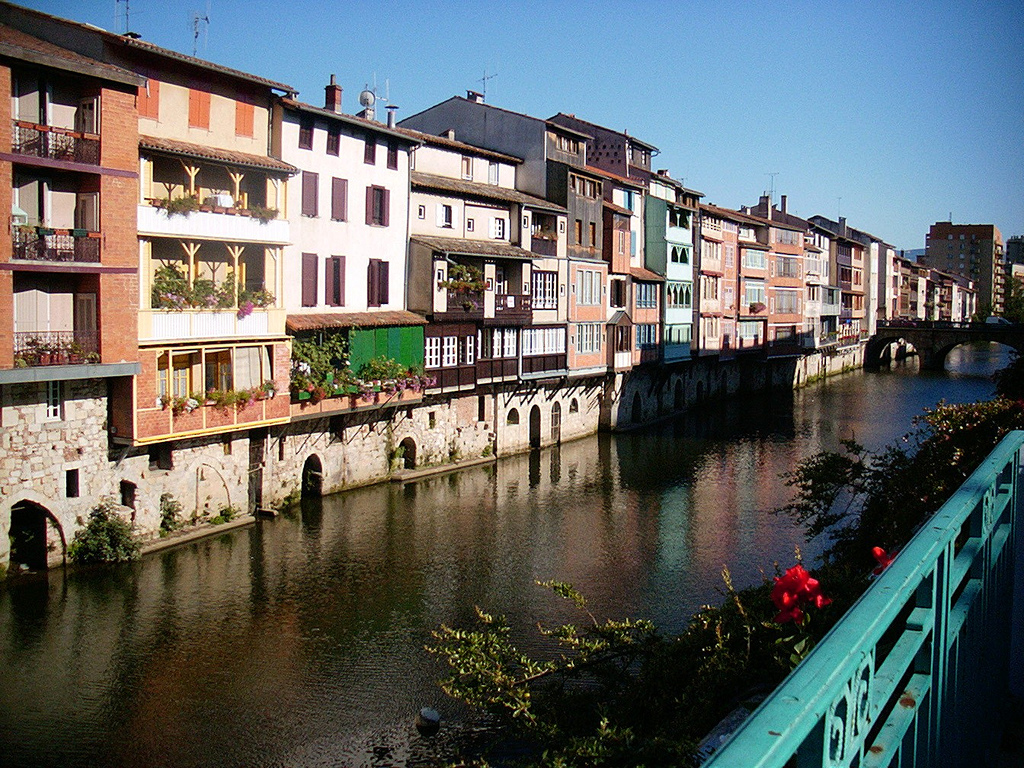
L'Agout à Castres.

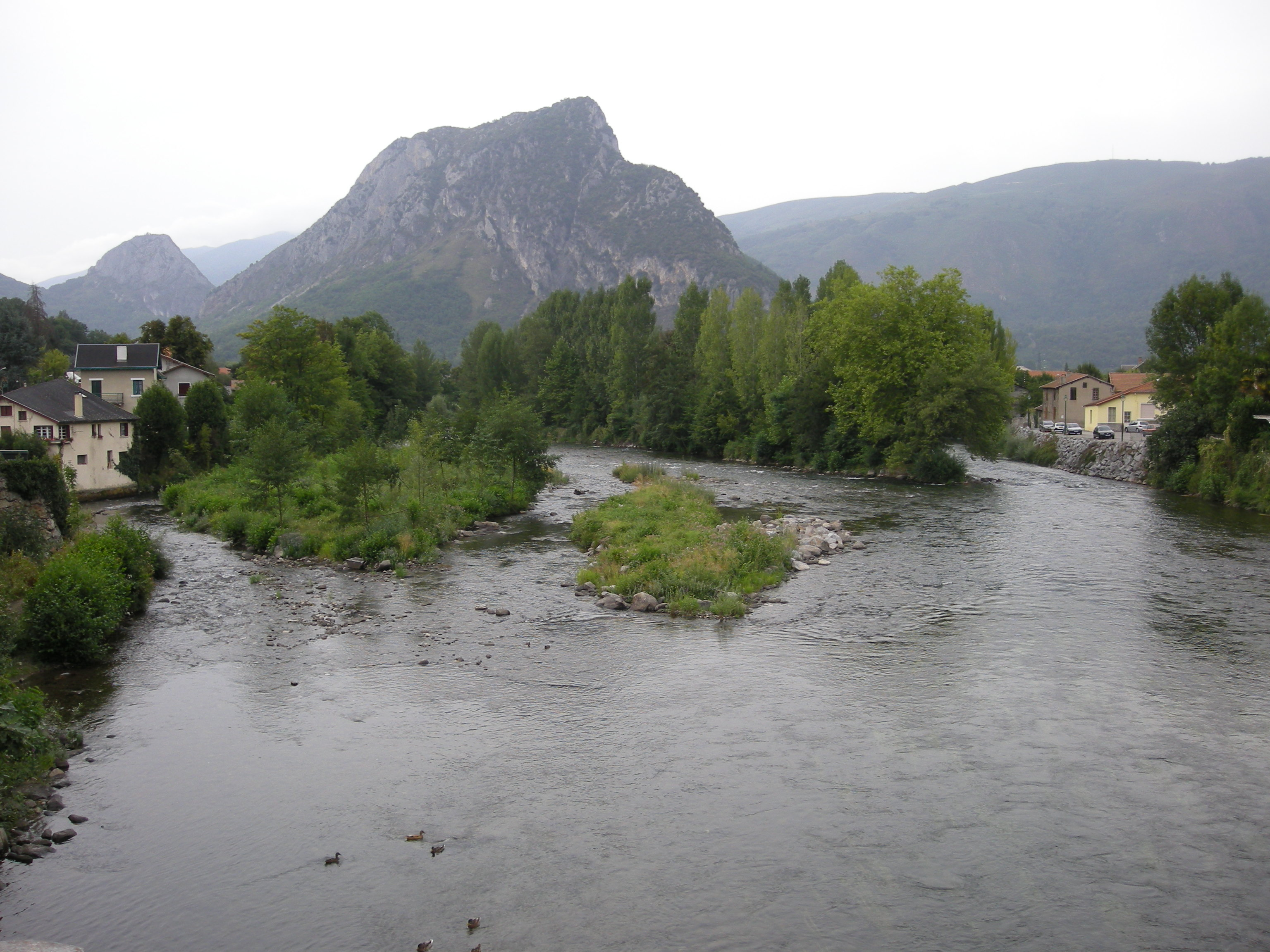
L'Ariège à Tarascon-sur-Ariège.

La liste suivante recense partiellement les cours d'eau les plus longs composant le bassin de la Garonne. Elle est organisée de manière hiérarchique, en remontant de l'embouchure d'un cours d'eau vers sa source. Les lieux entre parenthèses correspondent aux communes situées au confluent du cours d'eau considéré avec celui dans lequel il se jette. Afin de limiter la taille de la liste, elle est restreinte aux cours d'eau qui atteignent ou dépassent 50 km, ou qui possèdent au moins un affluent ou sous-affluent d'au moins 50 km de long.
Le bassin de la Dordogne est traité à part, certaines sources considérant la Dordogne, soit comme un affluent de la Garonne, soit comme un fleuve.
- Garonne (estuaire de la Gironde : Bayon-sur-Gironde)
  - Ciron (Barsac)
  - Drot (Caudrot et Casseuil)
  - Avance (Gaujac)
  - Lot (Aiguillon)
    - Lède (Casseneuil)
    - Célé (Bouziès et Tour-de-Faure)
    - Dourdou de Conques (Grand-Vabre)
    - Truyère (Entraygues-sur-Truyère)
      - Goul (Saint-Hippolyte)
      - Bès (retenue du barrage de Grandval, Faverolles et Fridefont)

    - Colagne (Le Monastier-Pin-Moriès et Saint-Bonnet-de-Chirac)

  - Baïse (Saint-Léger)
    - Gélise (Lavardac)
      - Osse (Andiran et Nérac)
      - Auzoue (Mézin)

    - Petite Baïse (L'Isle-de-Noé)

  - Auvignon (Feugarolles)
  - Gers (Layrac)
  - Séoune (Boé et Lafox)
  - Auroue (Saint-Nicolas-de-la-Balerme et Saint-Sixte)
  - Barguelonne (Lamagistère et Valence)
  - Arrats (Saint-Loup)
  - Tarn (Boudou et Saint-Nicolas-de-la-Grave)
    - Lemboulas (Moissac)
    - Aveyron (Montastruc et Villemade)
      - Vère (Bruniquel)
      - Cérou (Milhars)
      - Viaur (Laguépie)
        - Céor (Saint-Just-sur-Viaur)

    - Tescou (Montauban)
    - Agout (Coufouleux et Saint-Sulpice)
      - Dadou (Ambres et Giroussens)
      - Sor (Sémalens)
      - Thoré (Castres et Navès)
        - Arn (Mazamet)

      - Gijou (Lacrouzette et Vabre)

    - Rance (Curvalle et La Bastide-Solages)
    - Dourdou de Camarès (Broquiès et Saint-Izaire)
    - Dourbie (Millau)

  - Gimone (Castelferrus)
  - Save (Grenade)
    - Gesse (Cadeillan et Espaon)

  - Hers-Mort (Grenade et Ondes)
    - Girou (Saint-Sauveur)

  - Touch (Blagnac et Toulouse)
  - Ariège (Pinsaguel)
    - Lèze (Clermont-le-Fort et Labarthe-sur-Lèze)
    - Hers-Vif, ou Grand Hers, (Cintegabelle)

  - Louge (Muret)
  - Arize (Carbonne)
  - Salat (Roquefort-sur-Garonne)
  - Neste (Montréjeau)